# Søsterkirkene

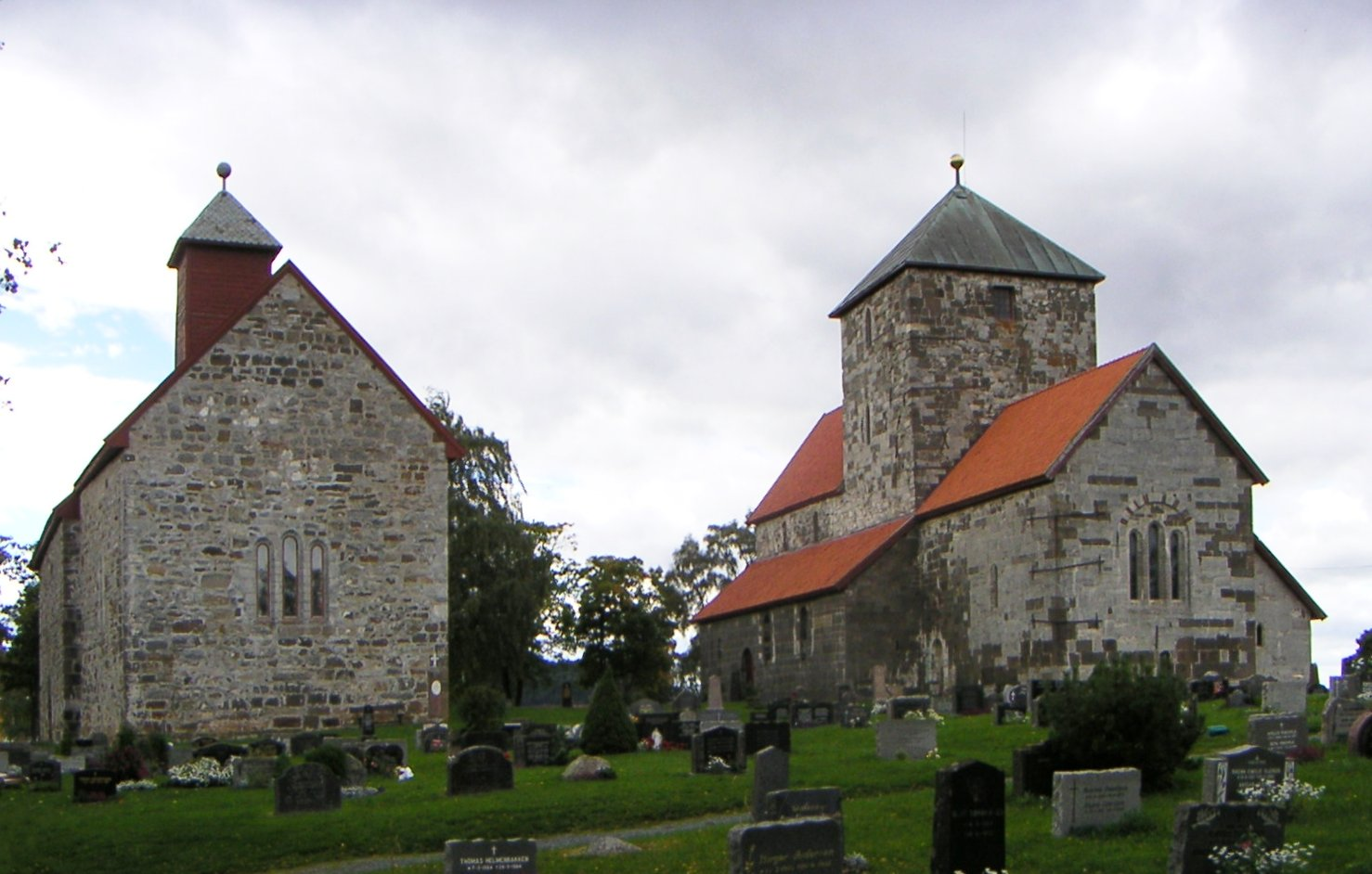
Søsterkirkene a Granavollen

Le Søsterkirkene (in italiano: Chiese sorelle) sono due chiese della fine del XII secolo costruite fianco a fianco nel villaggio di Granavollen, nel comune di Gran, nella contea di Innlandet, in Norvegia.

## Storia
Secondo il folklore locale, le chiese furono commissionate da due sorelle che avevano litigato e che quindi non si sarebbero mai fatte vedere nella stessa chiesa. Tuttavia, non è insolito che chiese medievali con funzioni diverse siano costruite una accanto all'altra.

## Nikolaikirken
La più grande delle chiese si chiama Nikolaikirken (Chiesa di San Nicola). Questa chiesa probabilmente fungeva da chiesa per la parrocchia rurale di Hadeland e può ospitare circa 250 persone. A causa della successiva ricostruzione, è difficile stabilire una data esatta di edificazione. Sulla base di prove stilistiche, tuttavia, si pensa che la chiesa fu costruita tra il 1150 e il 1200. La chiesa è costruita come una basilica con solide colonne romane e pareti intonacate. Gran parte degli interni originali sono andati perduti negli incendi e nelle successive ricostruzioni. Altri sono scomparsi dalla chiesa durante la modernizzazione del 1860. In origine, la torre aveva un'alta guglia, ma scomparve da un incendio nel 1799. Il coro è stato modificato dallo sviluppo nel XIII secolo.

## Mariakirken
La più piccola delle chiese è Mariakirken (Chiesa di Santa Maria), un edificio a navata unica, che fungeva da chiesa monastica o per la parrocchia locale della Gran. Fu costruita qualche tempo prima del 1150 e contiene elementi romanici e gotici. Un incendio nel 1813 distrusse la chiesa, che non fu ricostruita fino al 1859. Fino a tempi recenti veniva usata come cappella, ma ora è aperta per le normali funzioni religiose. Può ospitare circa 150 persone. La chiesa fu restaurata nel 1912-15 e nel 1990-92.

## Cimitero
Nella parte sud-orientale del sagrato c'è una torre medievale in pietra, Klokketårnet, la cui funzione originale è sconosciuta. È possibile che la torre, che dalla metà del XIX secolo fu utilizzata come campanile, fosse originariamente destinata a scopi difensivi o come rifugio. La pietra di Granavollen dell'XI secolo si trova dietro Nikolaikirken.
Le torri della Søsterkirkene formano lo stemma di base della municipalità di Gran. Il noto poeta e giornalista, Aasmund Olafsson Vinje, è sepolto nel cimitero di Søsterkirkene. Sul sito fu eretto un monumento con un busto di Vinjes eseguito dallo scultore Brynjulf Bergslien.

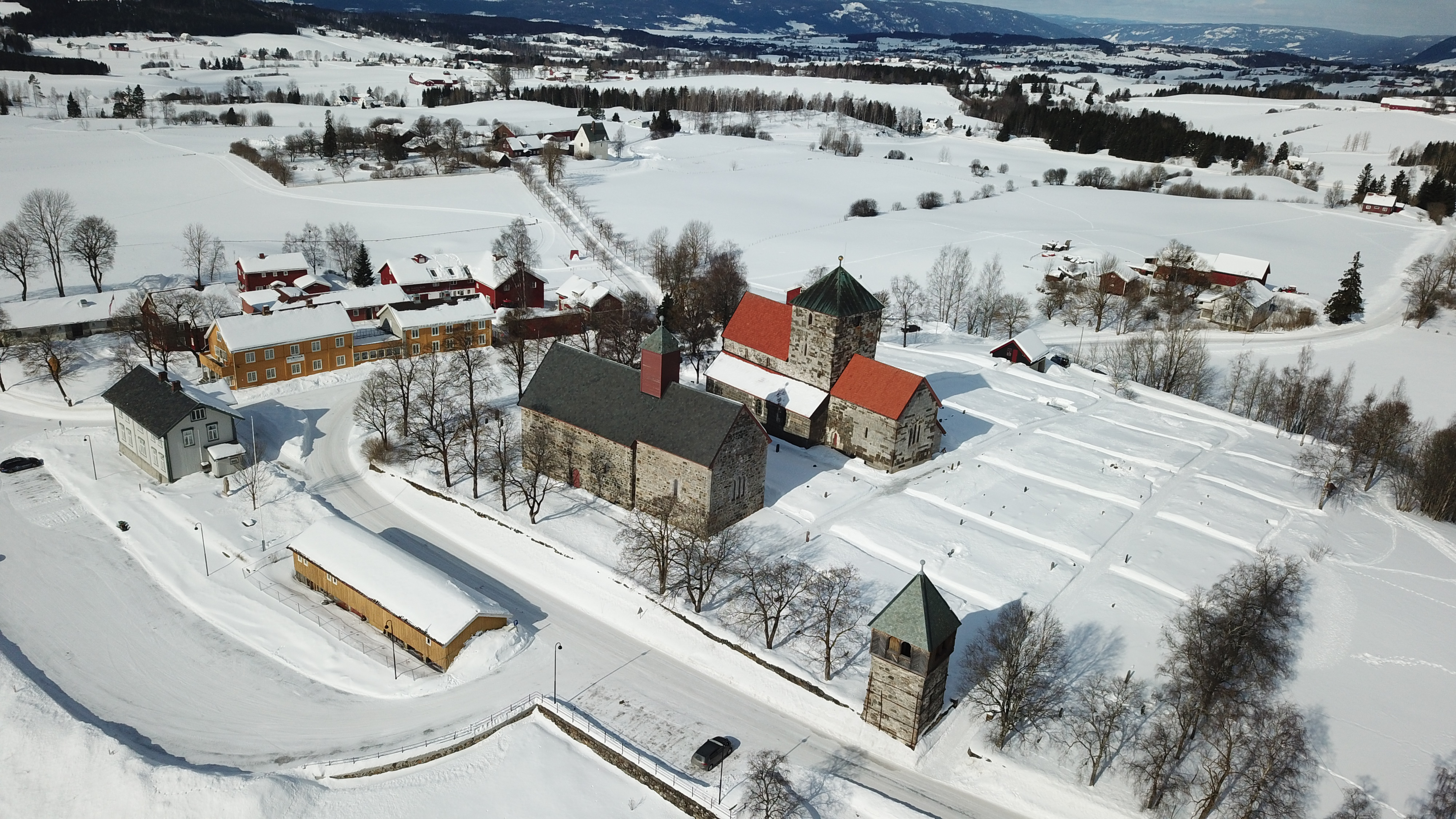
Søsterkirkene in un paesaggio invernale di Hadeland
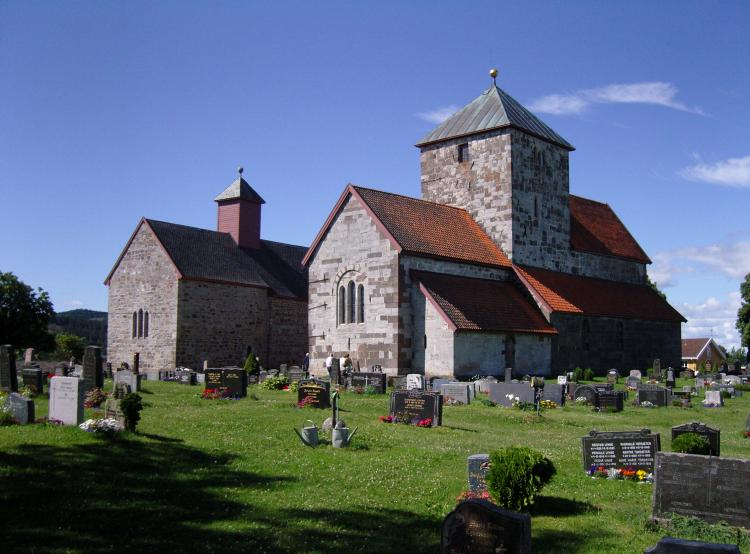
Mariakirken a sinistra e Nikolaikirken a destra
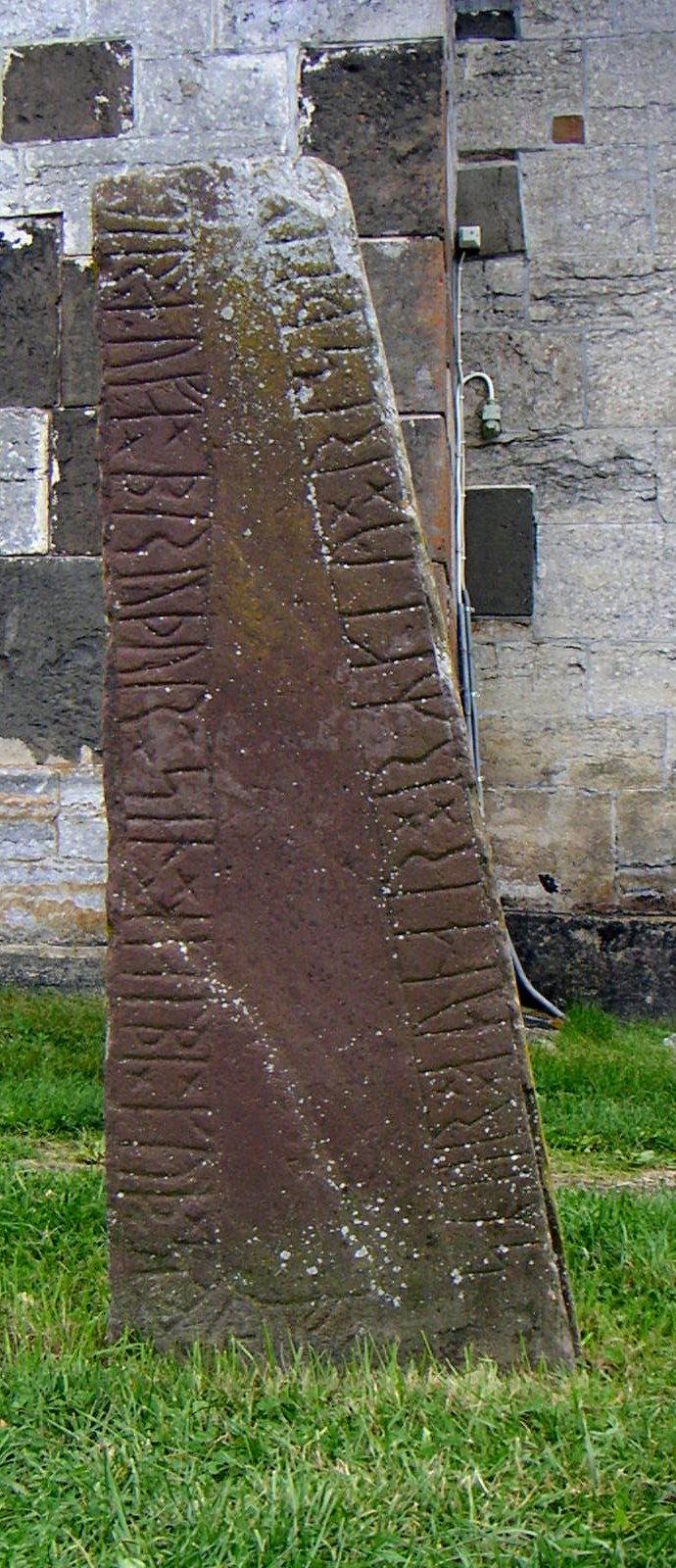
Pietra di Granavollen fuori Søsterkirkene
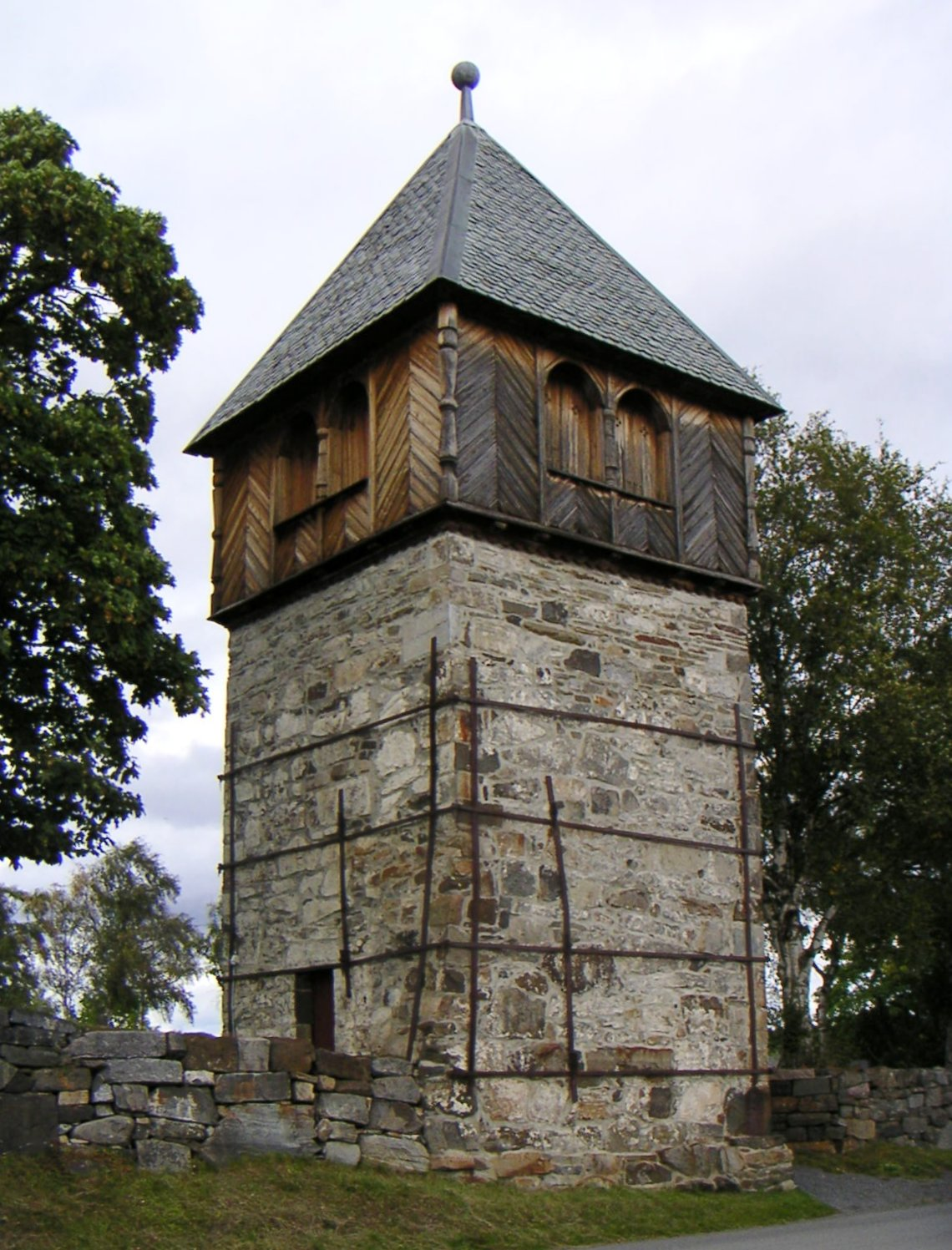
Torre medievale in pietra di Søsterkirkene